# Louis Blitz

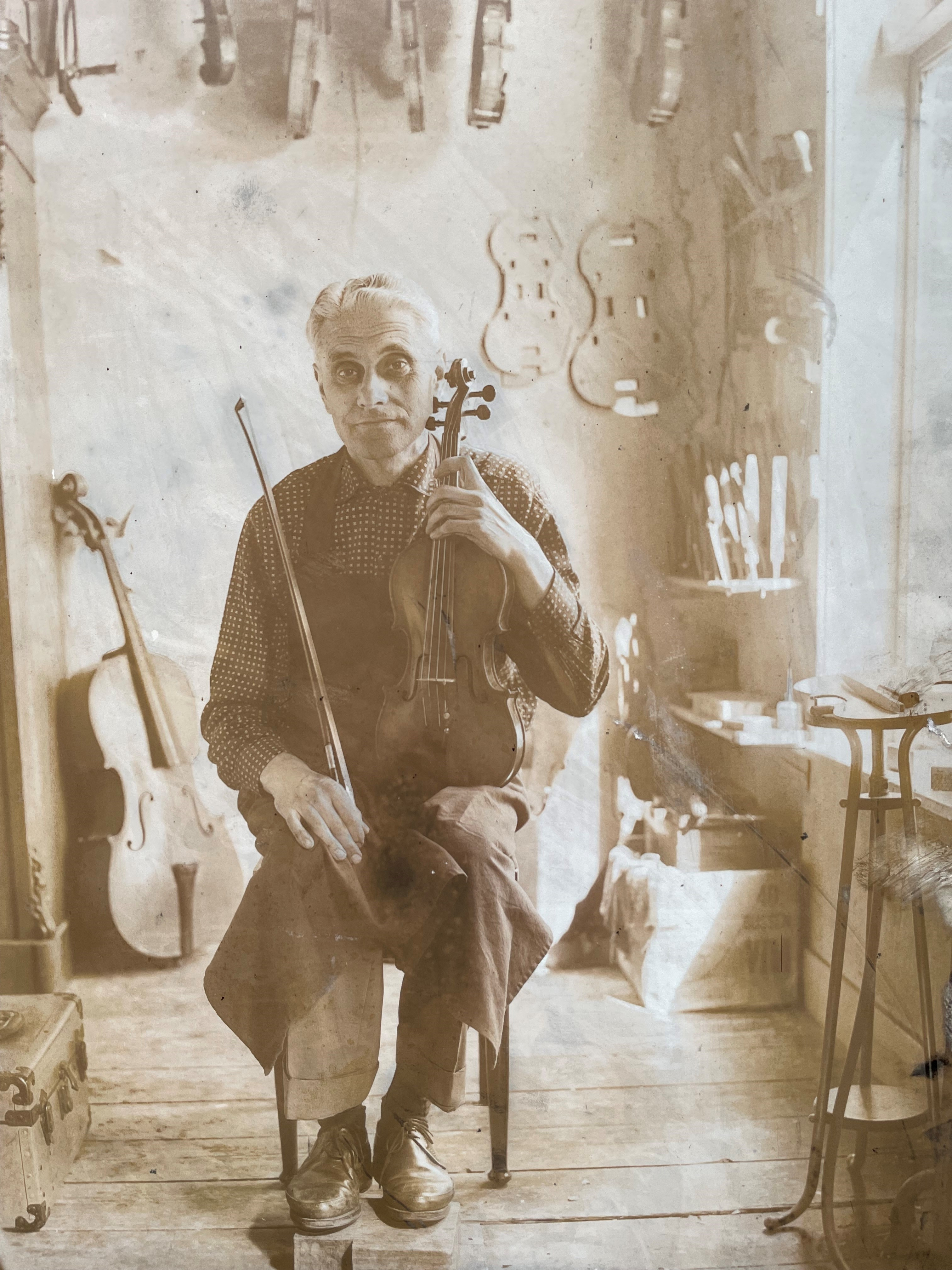
Louis Blitz op 59-jarige leeftijd (1963)

Louis Blitz (Rotterdam, 27 juli 1904 – Nijmegen, 6 januari 1996) was een Nederlandse vioolbouwer.

## Biografie
Zijn opleiding volgde hij bij van der Geest in Rotterdam, Vedral in Den Haag en Maucotel et Deschamps in Parijs. In 1924 ging hij werken bij het vioolmakersbedrijf van zijn vader Calman (Carel) Blitz, dat hij later overnam. De eerste vestiging van het bedrijf was op de Kruiskade in Rotterdam, maar dat pand ging bij het bombardement van 14 mei 1940 verloren. Het bedrijf ging daarna verder op de Proveniersstraat in Rotterdam. Louis Blitz heeft diverse violen gebouwd maar richtte zich vooral op reparatie, verhuur, en verkoop van toebehoren zoals snaren. In 1949 was hij medeoprichter van de beroepsvereniging Nederlandse Groep van Viool- en Strijkstokkenmakers. Hij trouwde in 1938 met Aaltje Leensma en had drie kinderen, Elize, Louise en Otto. Zijn zoon Otto Blitz nam het vioolmakersbedrijf over.